# Henri Deutsch de la Meurthe
Henri Deutsch de la Meurthe (Parigi, 25 settembre 1846 – Romainville, 1919) è stato un imprenditore francese, attivo in particolare nel campo dell'estrazione del petrolio.
La sua notorietà è tuttavia legata prevalentemente alla sua grande passione per l'aviazione: grazie alle considerevoli risorse economiche derivanti dalle sue attività petrolifere (era noto come "il re del petrolio in Europa") Deutsch si dedicò con continuità a finanziare le ricerche nel campo del volo umano, a sponsorizzare i premi per i primati aeronautici e a sostenere economicamente le istituzioni destinate a promuovere lo sviluppo dell'aviazione sia per quanto riguardava gli aerostati, sia gli aeroplani.
Fu, nel 1898, uno dei fondatori dell'Aéro-Club de France, la più antica istituzione francese finalizzata a coordinare e incentivare i progressi dell'aviazione e della ricerca aeronautica. Nel 1912 venne insignito dell'ordine della Legion d'Onore.

## Biografia
I Deutsch de la Meurthe erano una ricca famiglia ebraica della borghesia francese nota per aver finanziato nella seconda metà del XIX secolo numerosi progetti filantropici e diverse iniziative finalizzate a promuovere lo sviluppo tecnologico.
La fortuna dei Deutsch era legata al petrolio. Alexander Deutsch aveva fondato, nel 1845, un'azienda per il trattamento e la commercializzazione di oli vegetali a La Villette, nella regione del Calvados. Con la scoperta del petrolio in Pennsylvania, nel 1859, Deutsch cominciò a studiare approfonditamente le sue possibilità di impiego, con l'intenzione di introdurlo in Francia per vie commerciali. Nel 1877 iniziarono a collaborare alla gestione dell'azienda di famiglia anche i due figli di Deutsch, Henri ed Emile; venne aperta una raffineria a Pantin, poi nel 1881 una a Rouen, e nel 1883 ne venne inaugurata un'altra a St. Loubès, in Gironda. Nel 1889, in associazione con fratelli Rothschild di Parigi, delle raffinerie di petrolio Deutsch (A. Deutsch et ses Fils) vennero aperte anche in Spagna; altre vennero poi inaugurate in Austria-Ungheria e in Russia. A questo punto Alexander aggiunse "de la Meurthe" al proprio cognome.

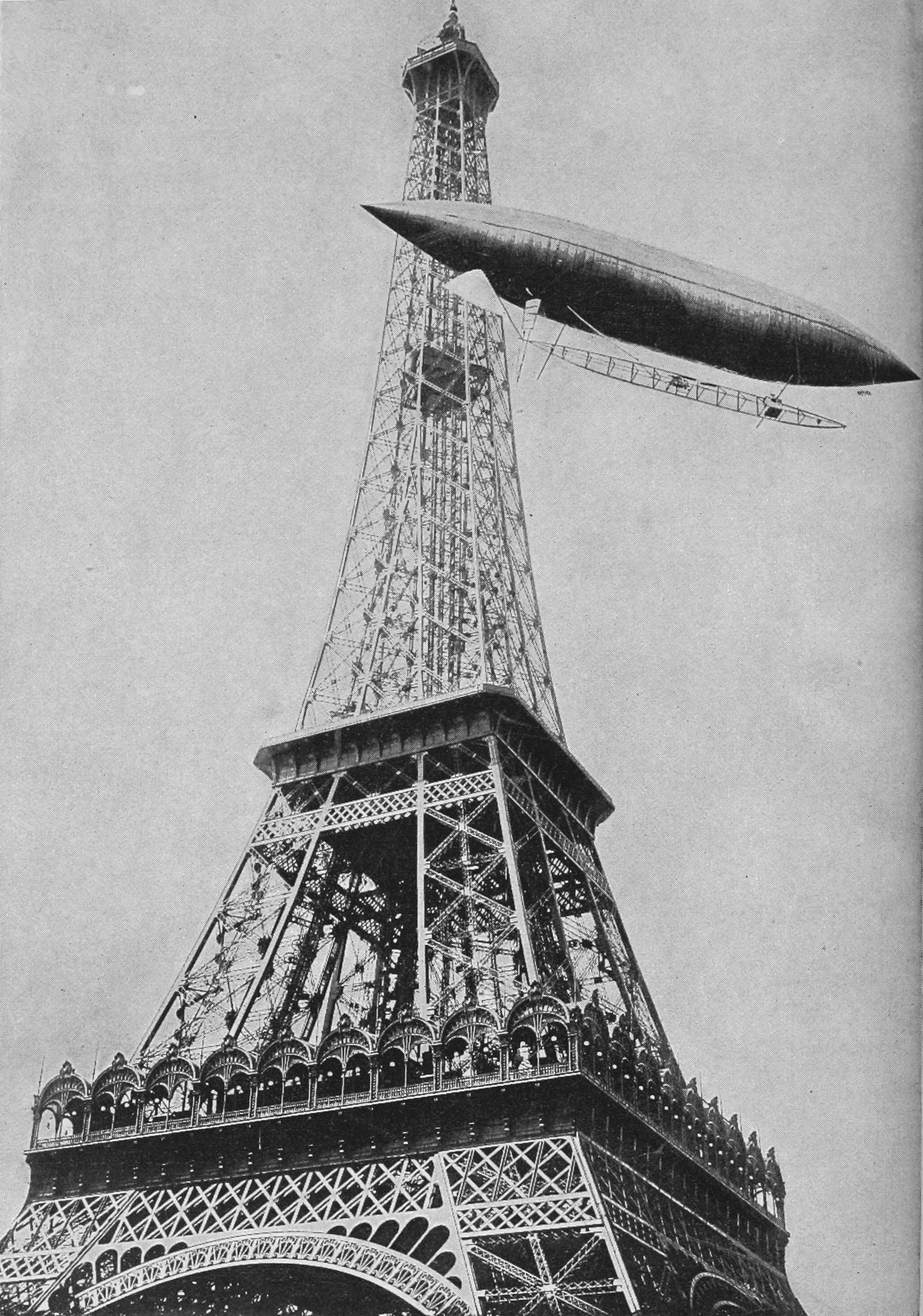
Il dirigibile Numero 6 di Alberto Santos-Dumont gira intorno alla Torre Eiffel il 19 ottobre 1901; ritornando al punto di partenza, il Parc de Saint-Cloud, in meno di 30 minuti, Santos-Dumont si aggiudicò quel giorno i 100 000 franchi del Prix Deutsch de la Meurthe.

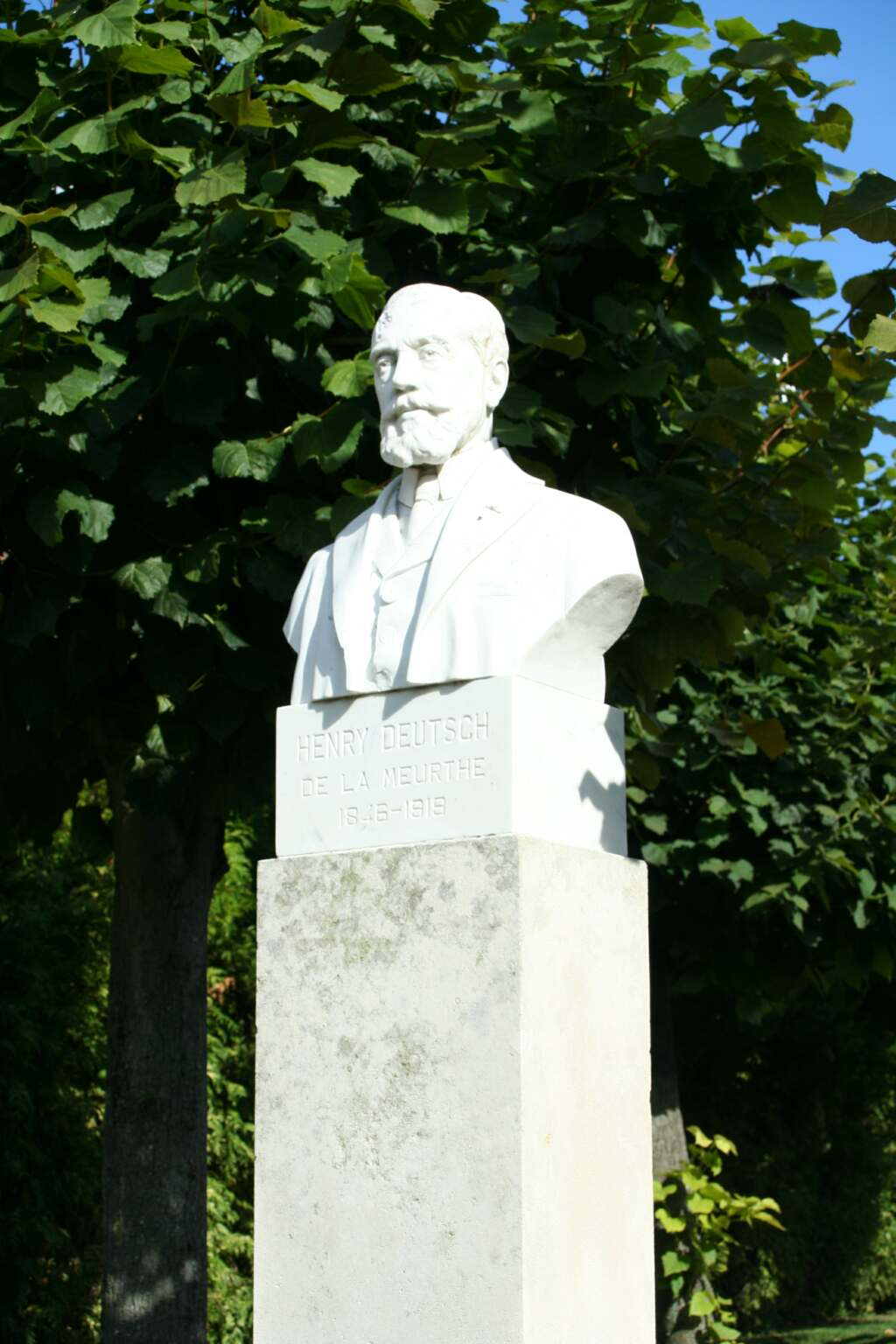
Busto di Henry Deutsch de la Meurthe a Ecquevilly, in Francia.

Henri comprese presto che il futuro del petrolio dipendeva dalla diffusione dei nuovi motori a combustione interna, e quindi si fece promotore dello sviluppo dell'automobile in Francia (per esempio, all'inizio degli anni 1890 donò un'auto al presidente Marie François Sadi Carnot). Inoltre, per la stessa ragione, iniziò a interessarsi di aviazione.
Insieme a diversi altri facoltosi appassionati di aviazione suoi contemporanei (Ernest Archdeacon, Léon Serpollet, Henri de la Valette, Jules Verne e sua moglie, André Michelin, Albert de Dion, Alberto Santos-Dumont, Henry de La Vaulx) Deutsch fondò il 20 ottobre 1898 l'Aéro-Club de France; inoltre destinò una parte delle sue fortune alla creazione di numerosi premi in denaro, intesi come incentivi per spingere i primi pionieri dell'aviazione a raggiungere i risultati considerati più importanti.
Nel 1900, per esempio, venne messo in palio il Premio Deutsch de la Meurthe; esso, che aveva la consistenza economica di 100 000 franchi, doveva essere assegnato al primo aviatore che fosse riuscito a volare dal parco di Saint-Cloud (in un sobborgo di Parigi) alla Torre Eiffel – e ritorno – in meno di mezz'ora. Il premio fu vinto nel 1901 dal pioniere dell'aviazione franco-brasiliano Alberto Santos-Dumont, che riuscì nell'impresa volando a una velocità media di 22 km/h a bordo del suo dirigibile Numero 6.
Nel 1904 venne invece creato da Deutsch, insieme ad Archdeacon, il Grand Prix d'Aviation – noto anche come Prix de la Meurthe-Archdeacon. Il premio, di 50 000 franchi, era destinato a chi fosse riuscito per primo a volare su un circuito chiuso di un chilometro con un velivolo più pesante dell'aria. Il 13 gennaio 1908, a Issy-les-Moulineaux, Henri Farman si aggiudicò il premio coprendo il percorso in 1 minuto e 28 secondi: si trattava allora di un record europeo di distanza e di velocità. (I fratelli Wright avevano già compiuto voli altrettanto lunghi negli Stati Uniti tra il 1904 e il 1905 con i loro Flyer II e III, ma le notizie dei loro successi non erano state tenute in grande considerazione in Europa).
Nel 1906 Deutsch prese contatti con Wilbur Wright e Hart Berg per fondare in Francia un'azienda che fornisse aeroplani Wright al governo francese. Deutsch finanziò l'impresa comprando tutte le azioni destinate al mercato francese e usando la sua influenza per fare pressione sul governo; tuttavia, l'iniziativa non ebbe seguito.
Deutsch appoggiò anche l'iniziativa di Lazare Weiller, che acquistò i diritti sui brevetti dei fratelli Wright e organizzò i voli dimostrativi che Wilbur Wright avrebbe eseguito a Le Mans a partire dall'8 agosto 1908. Inoltre, tra il 1909 e il 1911, Deutsch investì sulle aziende aeronautiche francesi Société Astra e Nieuport.
Alla fine del maggio 1909 Deutsch offrì all'Università di Parigi una somma di 500 000 franchi e una pensione annuale di 15 000 franchi per la creazione di un Institute Aérotechnique a Saint-Cyr-l'École, lo scopo del quale era quello di portare avanti la ricerca teorica e lo sviluppo pratico del trasporto aereo; l'istituto venne più tardi integrato nel Conservatoire national des arts et métiers.
Il 20 novembre 1912 Henri Deutsch de la Meurthe fu insignito della Legion d'onore con il grado di Commandeur. Morì a Romainville, a pochi chilometri da Parigi, nel 1919.
Sua nipote Yvonne fu la madre della moglie del filosofo Isaiah Berlin.